# Парра, Никанор
Никанор Сегундо Па́рра Сандова́ль (исп. Nicanor Segundo Parra Sandoval; 5 сентября 1914 года, Сан-Фабиан-де-Алико, Чили — 23 января 2018 года, Эль-Табо, Сан-Антонио, Вальпараисо, Чили) — чилийский поэт, учёный (физик и математик), педагог.

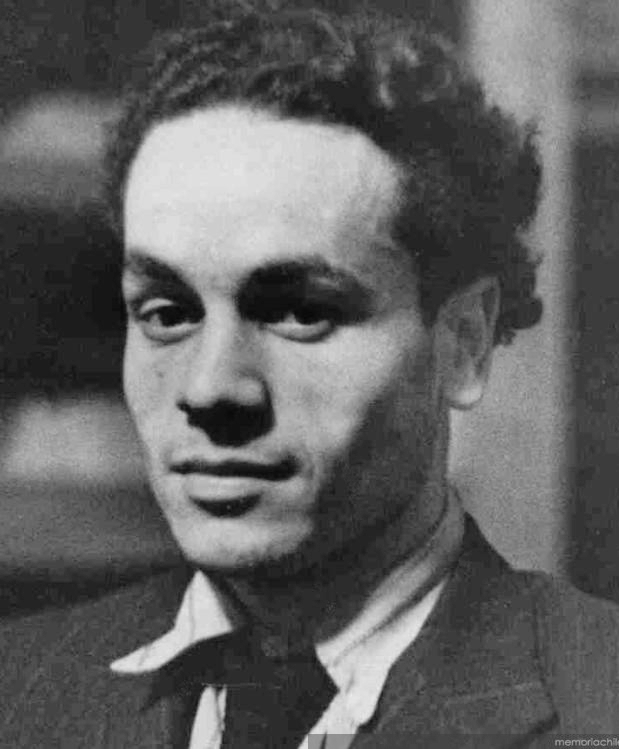
Парра,1935

## Биография
Из артистической семьи, старший брат известной певицы Виолетты Парра. Дядя Исабель Парра (1939) и Анхеля Парра (1943—2017). Окончил педагогический институт Чилийского университета (1933—1938), получил диплом преподавателя математики и физики. Преподавал в Брауновском университете, учился в Оксфорде. В 1946 году вернулся в Чили, с 1952 года преподавал теоретическую физику в Чилийском университете. Не раз выступал с чтением своих стихов в разных странах мира (США, Великобритания, Франция, Мексика, Куба, СССР).
В годы военной диктатуры посещал литературную мастерскую известной писательницы Марианы Кальехас — сотрудницы тайной полиции ДИНА, впоследствии осуждённой за терроризм.
В 2011 году был удостоен Премии «Мигель де Сервантес», крупнейшей ежегодной награды ныне живущему автору, пишущему на испанском языке.

## Творчество
Нередко называл свои стихи антипоэзией, порывая с привычными формами «гладкого» стиха и риторикой салонного романтизма.

## Книги
- Cancionero sin nombre (1937)
- Poemas y antipoemas (1954, англ пер. 1968)
- La cueca larga (1958)
- Versos de salón (1962)
- Manifiesto (1963)
- Canciones rusas (1967)
- Obra gruesa (1969)
- Los profesores (1971)
- Artefactos (1972)
- Sermones y prédicas del Cristo de Elqui (1977)
- Nuevos sermones y prédicas del Cristo de Elqui (1979)
- El anti-Lázaro (1981)
- Plaza Sésamo (1981)
- Poema y antipoema de Eduardo Frei (1982)
- Cachureos, ecopoemas, guatapiques, últimas prédicas (1983)
- Chistes para desorientar a la policía (1983)
- Coplas de Navidad (1983)
- Poesía política (1983)
- Hojas de Parra (1985)
- Poemas para combatir la calvicie (1993)
- Páginas en blanco (2001)
- Lear Rey & Mendigo (2004)
- Obras completas I & algo + (2006)
- Discursos de Sobremesa (2006, англ пер. 2009)
- Obras completas II & algo + (2011)

## Издания и публикации на русском языке
- Из разных книг / Перевод и предисловие Маргариты Алигер. М.: Издательство "Прогресс", 1964. – 94 с.
- Стихотворения / Перевод М. Алигер, М. Самаева // Поэты Чили. М.: Художественная литература, 1972. С. 255—276.

## Признание
Лауреат крупнейших литературных наград — Национальной премии Чили по литературе (1969), премии Хуана Рульфо (1991), премии королевы Софии по ибероамериканской поэзии (2001), премии «Мигель де Сервантес» (2011).